# La Grande-Duchesse de Gérolstein
La Grande-Duchesse de Gérolstein (De groothertogin van Gerolstein) is een opera-bouffe in drie bedrijven met muziek van Jacques Offenbach. Het libretto is van Henri Meilhac en Ludovic Halévy.
Het stuk wordt beschouwd als een van Offenbachs beste stukken en was zeer succesvol, ook omdat de productie een muzikaal verlengstuk was van de Parijse  Wereldtentoonstelling van 1867. Veel kopstukken van buiten Frankrijk bezochten een uitvoering, die te zien was in het Theatre des Variétés. De titelrol werd vertolkt door Hortense Schneider.
Het stuk is een parodie op de Duitse Kleinstaaterei. Verwijzingen naar de expansielust van de vele Duitse staatjes gingen niet onopgemerkt voorbij aan het publiek.

## Synopsis

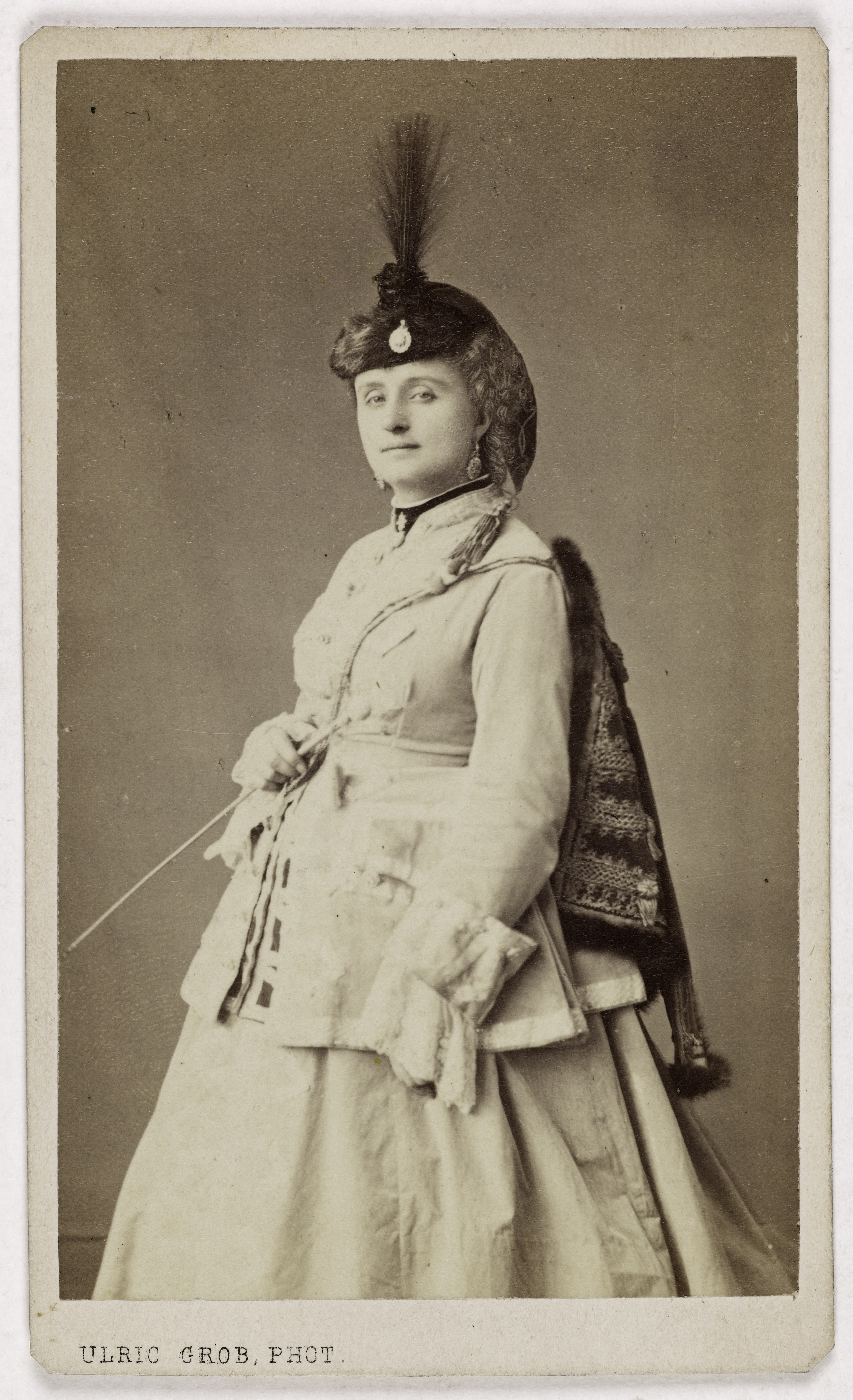
Hortense Schneider als de groothertogin (1867)

### Eerste bedrijf
Het piepkleine groothertogdom Gerolstein wordt geregeerd door de oorlogszuchtige generaal Boum en baron Puck. Generaal Boum komt aan in het legerkamp en treft er een chaos en vrouwen aan. Hij is razend, en de vrouwen vluchten. De soldaten stellen zich op. Soldaat Fritz waagt het ongevraagd te spreken. Boum beveelt hem te zwijgen, maar hij blijft op brutale wijze doorgaan. Boum dreigt met gevangenis en executie, maar ook dat maakt geen indruk. Fritz durft zelfs de generaal ervan te beschuldigen dat hij aanpapt met het meisje van Fritz. Boum ontkent dat ten stelligste, en wordt steeds kwader. Dan komt plots bericht dat de groothertogin, die nog te jong was om te regeren, opeens interesse heeft in staatszaken. En daarom komt ze het leger inspecteren. Spontaan wordt ze verliefd; uitgerekend op soldaat Fritz, tot grote ergernis van Boum. Als soldaat mag Fritz niet spreken; dat bevalt de groothertogin niet, en ze benoemd hem daarom in hoog tempo via korporaal, luitenant en kapitein tot generaal, in plaats van generaal Boum. Die is natuurlijk woedend. Omdat het nog niet genoeg blijkt bombardeert ze Fritz later ook nog tot Baron Vermuth-von-Bockbier, Hertog van Pilsener-Lager von Auld-Lag-Schweinstein. De groothertogin is opgevoed door baron Puck, en hij heeft haar aangewend dat alles gebeurt wat zij wil. Daarom durven ze haar niet tegen te spreken.

### Tweede bedrijf
Uitsluitend om de groothertogin af te leiden, verklaart baron Puck de oorlog aan een buurland. Als opperbevelhebber wordt Fritz er heen gezonden, en hij krijgt een legendarische sabel mee, die dan ook uitgebreid bezongen wordt. Vooral Boum hoopt dat Fritz sneuvelt, maar Fritz weet de oorlog te winnen door de vijand dronken te voeren. Toen konden ze ze als dominostenen omver blazen. Er is niemand gedood.  Hij wordt met roem overladen en de groothertogin probeert nu zijn hart te winnen. Tot groot ongenoegen van prins Paul von Steissteinsteis-Laper-Debottmoll-Schorstenburg, de officiële huwelijkskandidaat. Hij laat de groothertogin een Nederlandse krant zien waarin hij bespot wordt omdat zij hem al 6 maanden aan het lijntje houd.  De avances van de groothertogin hebben geen effect, want Fritz is allang verloofd met boerenmeisje Wanda. De groothertogin is beledigd en sluit zich aan bij de samenzweerders Boum en Puck om Fritz te doden.

### Derde bedrijf
Maar later wordt ze opnieuw verliefd, nu op diplomaat Grog. Ze beveelt Fritz niet te doden, maar wel te plagen. Zijn huwelijksnacht met Wanda wordt daarom verstoord. Bovendien wordt Fritz plots opnieuw naar het slagveld gestuurd, maar het is een valstrik. Deze keer komt hij niet ongeschonden terug, en de beroemde sabel ook niet. Hij wordt ook nog beschuldigd van hoogverraad. Uiteindelijk worden hem al zijn rangen en titels weer afgenomen, waarna hij besluit het leger te verlaten. Hij vindt dat niet erg, als hij zijn Wanda maar heeft.
Als de groothertogin zich met Grog wil verbinden, blijkt dat die al getrouwd is en diverse kinderen heeft. Teleurgesteld besluit ze dan toch maar met prins Paul te trouwen, onder het motto "als je niet kunt krijgen waarvan je houdt, moet je maar houden van wat je krijgt".

## De muziek
Dat La Grande-Duchesse de Gérolstein niet de minste plaats inneemt in het oeuvre van Offenbach is zeker niet te danken aan de nogal magere intrige. De componist heeft echter ook hier weer voor een mousserende partituur gezorgd waarin een onweerstaanbare melodie als Voici le sabre, le sabre, le sabre, voici le sabre, le sabre de mon père.
Daar het een parodie op het leger en oorlog is, is er veel "militaire" muziek te horen. Er is dan ook een militair orkest en een trommelkorps vereist.

## Trivia / absurdismen
- De generaal heet natuurlijk niet voor niets Boum, Boem in het Nederlands. Hij is dol op oorlog en in zijn introductie zingt hij dan ook "Pief paf pouf tarapapa poom, ik ben generaal Boum".
- De generaal is iets sterkers dan snuiftabak gewend, zo zegt hij zelf; daarom snuift hij aan zijn zojuist afgevuurde pistool. In andere versie van het libretto wordt Fritz benoemd tot graaf d'Avall-vintt-katt-schop-Vergissmeinnicht. Al die namen zijn natuurlijk ook steeds parodieën.
- Baron Puck wordt per abuis beschoten door wachters, maar niet geraakt. Hij beklaagt zich bij de generaal:
Boum: "ik zal ze straffen ....."
Puck: "goed zo"
Boum: "..... ze hadden je niet mogen missen!"
Puck: "vind je dat?!"
Boum: "als generaal zeker!" "maar als vriend niet".
- In sommige producties zijn er ook visuele grappen: de militairen zijn zó slecht uitgerust dat sommige soldaten bijvoorbeeld geen helm maar een taartvorm op hun hoofd hebben; een aantal muzikanten draagt een pan op het hoofd; de samenzweerders hanteren allerlei keukengerei, en een slijpsteen (met zwengel). Plus een hilarisch intermezzo met een travestiet.[8]
- Heel wat gewichtige personen woonden een voorstelling in 1867 bij:

>Keizer Napoleon III
>De Prins van Wales en Madame de Galliffet
>De Tsaar van Rusland en zijn twee zonen, die daar waren vanwege de wereldtentoonstelling.
>De Graaf von Bismarck. Albert Wolff schrijft:"De Pruisische minister was ook erg geamuseerd; hij applaudisseerde voor Hortense Schneider en voor de drie gekken onder leiding van generaal Boum"
>De onderkoning van Egypte kwam zelfs drie keer.
>De koning van Portugal.
>De koning van Zweden, en de groothertog Constantin. In augustus 1867 woonde Jacques Offenbach zelf de 54e voorstelling bij. Hij werd erkend en geprezen.
- Enkele van de vele enthousiaste reacties: "We wilden van alle stukken toegiften, en als de artiesten daar aan gevolg hadden gegeven, zou de voorstelling, die al was uitgelopen van 10:00 naar 10:35 uur, tot 11 uur geduurd hebben"."Ruim 200 personen en een militair orkest bezetten het podium, en dat was een magnifiek gezicht".[17]
- G.E. Shaw omschreef het stuk als "een oorspronkelijk en compleet kunstwerk dat de componist een hemelhoge plaats geeft"[18]
- Gerolstein is nog altijd een plaats in Duitsland, maar was nooit een Groothertogdom. Maar er waren vroeger diverse Duitstalige staatjes, dus het had gekund.

Ba-ta-clan (1855) · 
Les deux aveugles (1855) ·
La bonne d'enfant (1856) ·
Le mariage aux lanternes (1857) ·
Orphée aux Enfers (1858) · 
Geneviève de Brabant (1859) ·
Daphnis et Chloé (1860) ·
M. Choufleuri restera chez lui le ... (1861) · 
Le pont des soupirs (1861) · 
La belle Hélène (1864) · 
Barbe-bleue (1866) · 
La vie parisienne (1866) ·
La Grande-Duchesse de Gérolstein (1867) · 
Robinson Crusoé (1867) · 
L'île de Tulipatan (1868) · 
La Périchole (1868) ·
Les brigands (1869) ·
Pomme d'Api (1873) ·
Bagatelle (1874) ·
Le voyage dans la lune (1875) ·
Madame Favart (1878) · 
La fille du tambour-major (1879) ·
Les contes d'Hoffmann (1880—onvoltooid)